# Adonis annua
Adonis annua (L., 1753), comunemente nota come fiore d'Adone, è una pianta appartenente alla famiglia delle Ranunculaceae, originaria di Europa e Nordafrica.

## Etimologia
Il nome, secondo la mitologia greca, è legato alla figura di Adone che, durante una battuta di caccia fu ucciso da un cinghiale. Dove caddero le gocce di sangue spuntò il fiore che, del sangue certamente ricorda il colore.

## Descrizione
La pianta ha un fiore molto elegante, regolare, di colore rosso-scarlatto, portato da un lungo peduncolo. I petali sono liberi, in numero variabile, e segnati alla base da una macchia nero-lucida. I sepali sono glabri e precocemente caduchi. La foglia è sessile, bi-tripennata, a lacinie ramificate: forma un ricamo verde-vivo. Il frutto è un piccolo achenio obovato.

## Distribuzione e habitat
A. annua è presente in tutta l'Europa, vive a quote che vanno dagli 0m ai 1300m. Si può trovare nei campi coltivati e seminati, sta diventando sempre più rara a causa dell'agricoltura intensiva e l'uso dei diserbanti.

## Tassonomia
Al momento, oltre alla pianta in sé, è accettata una sola sottospecie:
- Adonis annua subsp. cupaniana (Guss.) C.Steinb.[2]

## Usi

### Proprietà terapeutiche
Contiene due glucosidi simili a quelli della digitale: uno agisce sul cuore, l'altro sulla muscolatura liscia.